# Poláchovy stráně – Výří skály
Poláchovy stráně - Výří skály je přírodní památka nedaleko Hanušovic v Česku, okrese Šumperk. Vyhlášena byla 4. května 2012. Leží v nadmořské výšce 410 až 555 m n. m. Předmětem ochrany je populace střevíčníku pantoflíčku.